# Magnetband
Ein Magnetband ist ein Datenträger. Es besteht in der Regel aus einer langen, schmalen Folie aus Kunststoff, die mit einem magnetisierbaren Material beschichtet ist. Das Band ist auf Wickelkernen (Bobbys) oder Spulen aufgewickelt, oft auch in Kassetten eingebaut.

## Geschichte

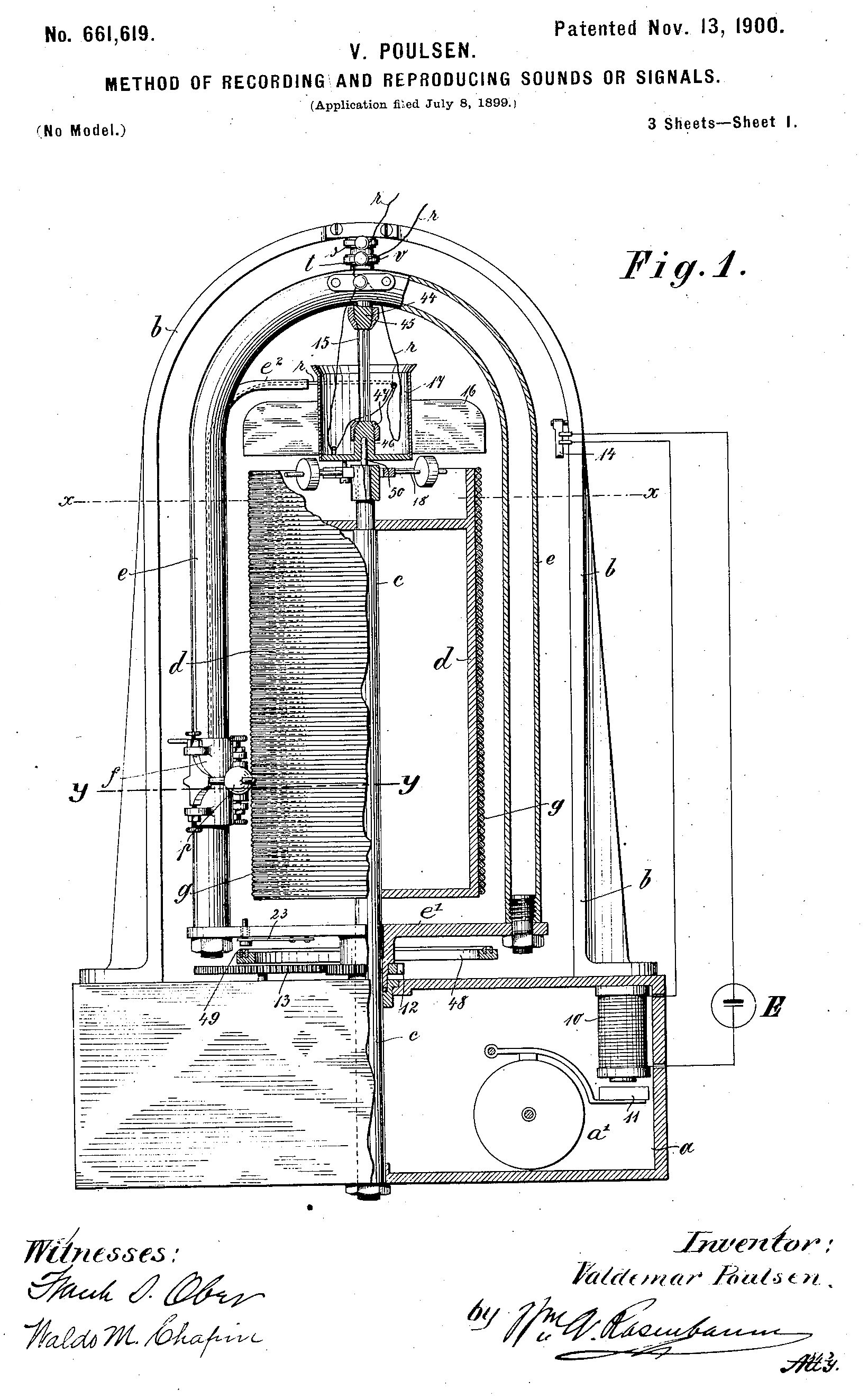
US-Patent zu Poulsens Erfindung

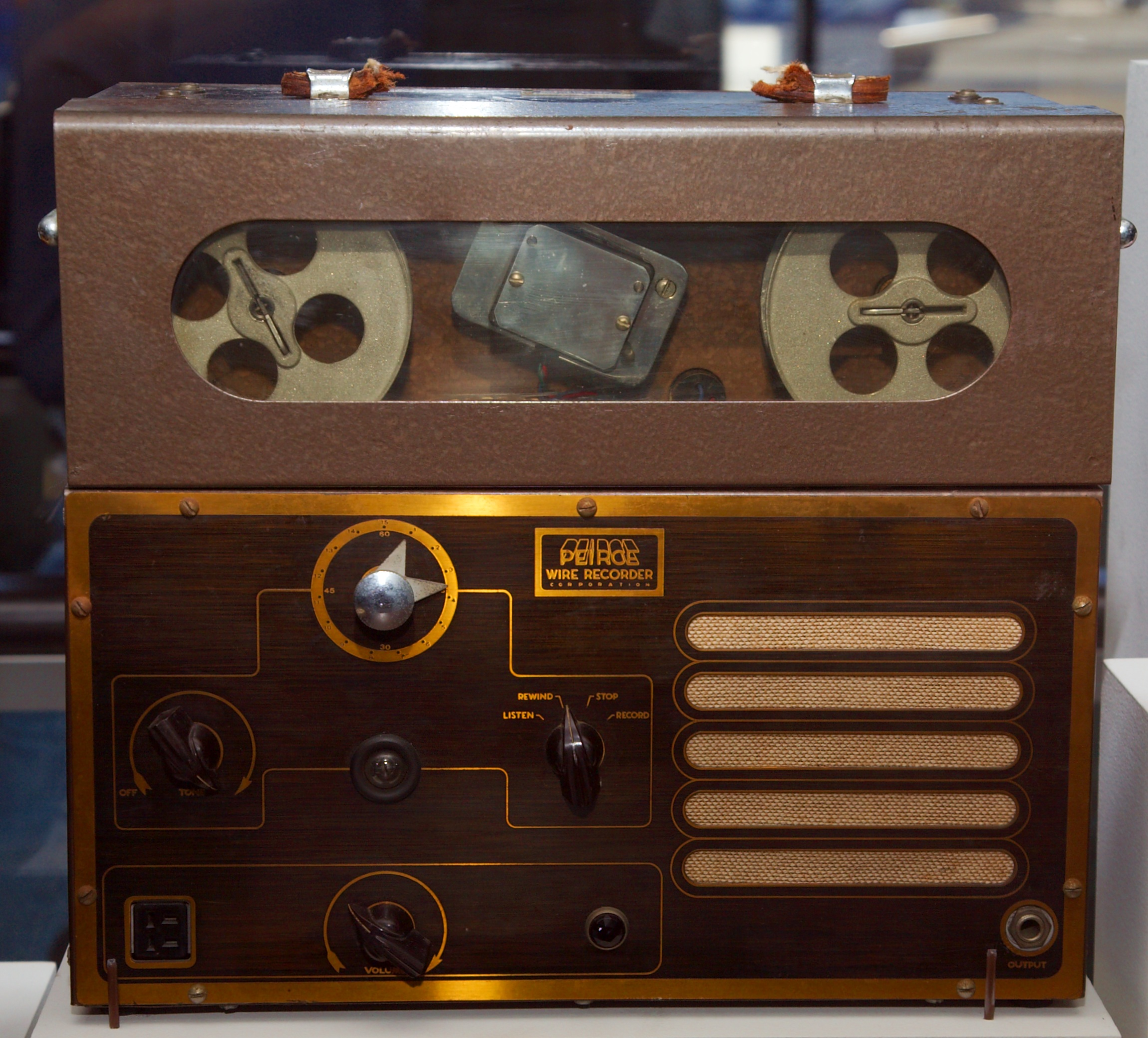
Ein drahtbasiertes Diktiergerät aus dem Jahr 1945

Der Urvater der Magnetbandtechnik ist die 1898 erfundene magnetische Tonaufnahme auf Draht. Bei dieser Erfindung wurden Tonaufnahmen auf einem dünnen Stahldraht gespeichert. Die Aufzeichnungs- und Abspielgeschwindigkeit betrug 610 Millimeter pro Sekunde. Für die übliche Kapazität von einer Stunde war der Draht 2195 Meter lang und hatte auf Grund seiner geringen Dicke auf Spulen von wenigen Zentimetern Durchmesser Platz. Diese Technologie wurde beim Erscheinen von kommerziellen Magnetbandrecordern schnell verdrängt. Allerdings fanden Drahtaufzeichnungsgeräte noch bis in die 1970er in Satelliten und anderen unbemannten Raumschiffen Verwendung.
Erste Magnetbänder wurden bereits in den 1930er Jahren in den USA eingeführt. In Deutschland entwickelten AEG und die I.G. Farben die entsprechende Technologie ab 1935, die dann in den 1940er Jahren zur Aufzeichnung analoger Tonsignale verwendet wurde. Zunächst waren sie aus beschichtetem Papier oder auch aus homogenem magnetisierbaren Material. Das heutige Magnetband ist eine Entwicklung der AEG und der I.G. Farben (BASF) in den Jahren 1935 bis 1940. Später waren sie auch die Grundlage magnetischer Videoaufzeichnungen (Mavicord, MAZ-Band). Sie dienten dann als Datenträger der elektronischen Datenverarbeitung neben Trommelspeichern bei den Großrechnenanlagen der 1950er bis 1970er Jahre. Magnetbänder gibt es in sehr vielen Formaten und sie dienen auch heute noch der digitalen Konservierung von Video-, Audio- und allgemein digitalen Informationen für die elektronische Datenverarbeitung. Die Vorläufer von Magnetbändern waren in der analogen Tontechnik die Edisonwalze und die Schallplatten, in der Datentechnik Lochstreifen und Lochkarten. Neben mechanischen und magnetischen Platten wurden auch in der Datentechnik ferromagnetische Drähte verwendet. Digitale Magnetdrahtgeräte liefen bis in die 1960er Jahre, Platten noch länger. Magnetbänder boten auf Grund der großen für die Speicherung zur Verfügung stehenden Oberfläche aber ungleich höhere Datendichten und Schreib- und Lesegeschwindigkeiten als die älteren Technologien. Auf Grund der Nachteile, die sich aus dem ausschließlich sequentiellen Zugriff auf die Daten eines Magnetbandes ergeben, wurden sie dennoch zunächst durch Trommelspeicher oder Magnetplatten und dann auch vermehrt durch Festplatten, die einen wahlfreien Datenzugriff ermöglichen, zumindest teilweise abgelöst.
Mit den 1990er Jahren war die Verwendung von Magnetbändern rückläufig, im Audiobereich dominierten CDs und später halbleiterbasierte MP3-Player. Im Video- und Multimediabereich kamen zunehmend optische Datenspeicher und viel später im geringeren Umfang halbleiterbasierte Medien zum Einsatz. In der Datentechnik, speziell im Privatbereich, dominiert eine Kombination aus den bereits zitierten Medien, wobei zusätzlich auch halbleiterbasierte USB-Sticks und externe Festplatten (USB, FireWire, eSATA) die Magnetbandtechnik verdrängten. Weiter werden Magnetbänder aber auch in großem Umfang zur professionellen Sicherung und Archivierung vor allem größerer Datenarchive verwendet. Allerdings erobern sich mittlerweile auch in diesem Bereich festplattenbasierte Systeme in Form von Virtual-Tape-Libraries ihre Marktanteile.

### Ausblick
Ursprünglich hatten Magnetbänder einen enormen Vorteil: Sie konnten viele Quadratzentimeter Datenspeicher auf kleinstem Volumen unterbringen. Erkauft wurde dieser Vorteil durch das unpraktische sequentielle Zugriffsverfahren. Festplatten arbeiten heute mit weit ausgefeilteren Aufnahmeverfahren (z. B. Perpendicular Recording) als Bänder und erreichen so enorm hohe Schreibdichten. So erzielen Festplatten, ohne die Nachteile des sequentiellen Zugriffsverfahrens, viel höhere Speicherkapazitäten (pro Volumen) als Magnetbänder in austauschbaren Bandgeräten. Dies gilt bei deutlich höherem Preis auch für halbleiterbasierte und optische Speicher.
Im Bereich größerer Datenarchive haben Magnetbandsysteme heute noch Vorteile gegenüber Festplattensystemen: Mit Robotern und Magnetbändern können große Datenmengen in einer sogenannten Tape-Library untergebracht werden zu deutlich günstigerem Preis als in einem gleich groß gebauten Festplattenspeicher-System. Zudem müssen Magnetbänder – im Vergleich zu Festplatten – viel seltener in Bewegung gehalten werden; sie sind dadurch energieeffizienter, erzeugen weniger Abwärme und sind unempfindlicher gegenüber Erschütterungen und sonstigen mechanischen Einflüssen. Insofern haben Magnetbänder – insbesondere zur langfristigen Speicherung selten benutzter Daten – weiterhin eine Berechtigung und Marktrelevanz.
Im CERN Advanced STORage manager, wo monatlich Petabyte hinzukommen, sind Festplatten nur Cache für zehntausende Magnetbänder.

## Technik
Die Auflösung der magnetischen Bänder ist abhängig von der Empfindlichkeit der magnetischen Schicht, der Breite des Bandes und seiner Abspielgeschwindigkeit. Dementsprechend wurden im Laufe der Zeit sehr unterschiedliche Formate und Bandqualitäten entwickelt. In den 1980er Jahren wurden komplizierte Beschichtungen möglich. Statt Oxiden wurden höchstkoerzitive Reinmetall-Schichten aufgebracht. Moderne Video-Aufzeichnungsbänder in Betacam SP bis hin zum HD-SR-Tape sind hochempfindliche Datenträger für das moderne hochauflösende HD-TV-Fernsehen:
- 1/4-Zoll-Bänder für die analoge Tonaufzeichnung, noch schmalere für die Audio-Compactkassetten, ebenso für die digitalen DAT-Recorder
- 2-Zoll-, 1-Zoll-, 3/4-Zoll-, 1/2-Zoll-Bänder für die analoge und digitale Videoaufzeichnung, für Digitalkameras sind heute auch noch schmalere Formate in Kassettenform gebräuchlich

- 35 mm, 17,5 mm, 16 mm, 8 mm perforierter Magnetfilmstreifen (zweistreifiger Film SEPMAG)
- magnetische Randspur auf Filmstreifen (sogenannter einstreifiger Film COMMAG)

Fast alle Formate wurden auch für die digitale Aufzeichnung von Computerdaten verwendet (von der 2-Zoll-Spule bis zur Datasette).
Um freitragende Bandwickel betriebssicherer zu machen, kann die Rückseite des Bandes beschichtet sein. Bereits eine dünne Rückseitenmattierung verbessert das Wickelverhalten.
Mittlerweile sind die Magnetbänder in vielen Anwendungsbereichen durch andere Datenspeicher weitgehend abgelöst worden. Direkte Nachfolger waren Festplatten und optische Datenspeicher, wie Compact Discs.

## Anwendungen

### Tonband
Zum analogen Aufzeichnen und Wiedergeben von Audiosignalen mit Audiorekordern waren früher (vor 1970) Tonbänder mit Spulen und später (nach 1970) Kassettenrekorder mit Compact Cassetten weit verbreitet. Bei professionellen Anwendern, wie Radiosendern, waren freitragende Bandwickel auf Bobbys üblich. Im Büroalltag, vorwiegend in Diktiergeräten, aber auch in Anrufbeantwortern kamen Mikrokassetten zum Einsatz. Magnetbandbasierte Geräte zur digitalen Audio-Aufzeichnung oder -Wiedergabe hingegen hatten nie eine große Verbreitung, sie konnten sich nicht gegen CDs und insbesondere gegen wiederbeschreibbare CDs durchsetzen. Mit der Verbreitung von MP3-Formaten und -Playern finden auch im Audiobereich halbleiterbasierte Speicher zunehmend Verbreitung.
Analoge Magnetbandformate zur Audioaufzeichnung:
- Tonband (ab 1935) (Spulentonbandgerät)
- Fidelipac-Kassette (ab 1956)
- 4-Spur-Kassette, Stereo (ab 1962)
- Kompaktkassette (ab 1963, Stereo ab 1967) (Kassettenrekorder, Walkman)
- DC-International (ab 1965)
- 8-Spur-Kassette, Stereo (ab 1965)
- Minikassette (Diktiergerät)
- Mikrokassette (ab 1969) (Anrufbeantworter, Diktiergerät)
- Elcaset (ab 1976)

Digitale Magnetbandformate zur Audioaufzeichnung
- Digital Audio Tape (ab 1983) (DAT-Laufwerk)
- DCC (ab 1992)
- DTRS (ab 1993)
- ADAT (ab 1993)

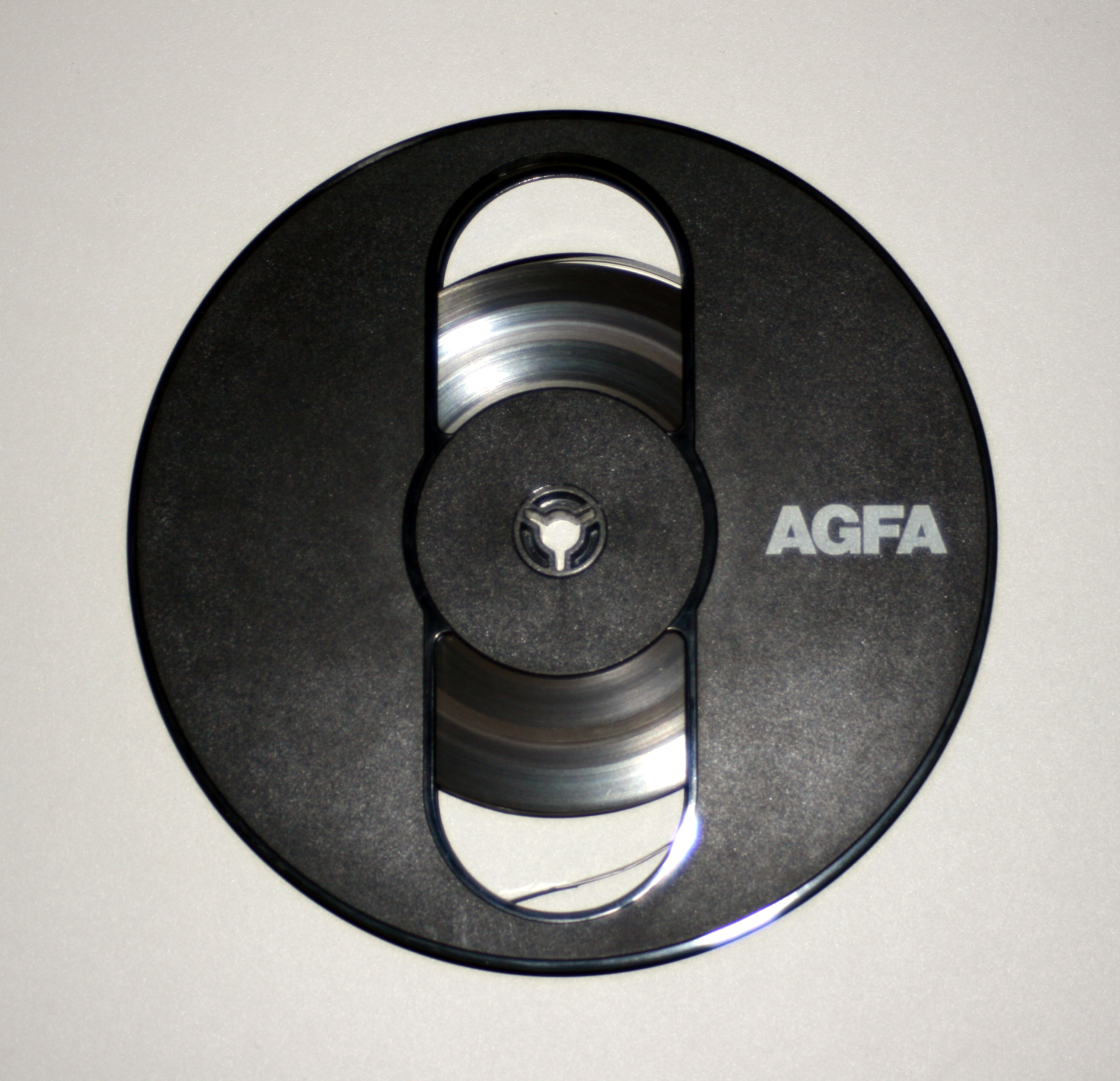
Audio-Magnetband
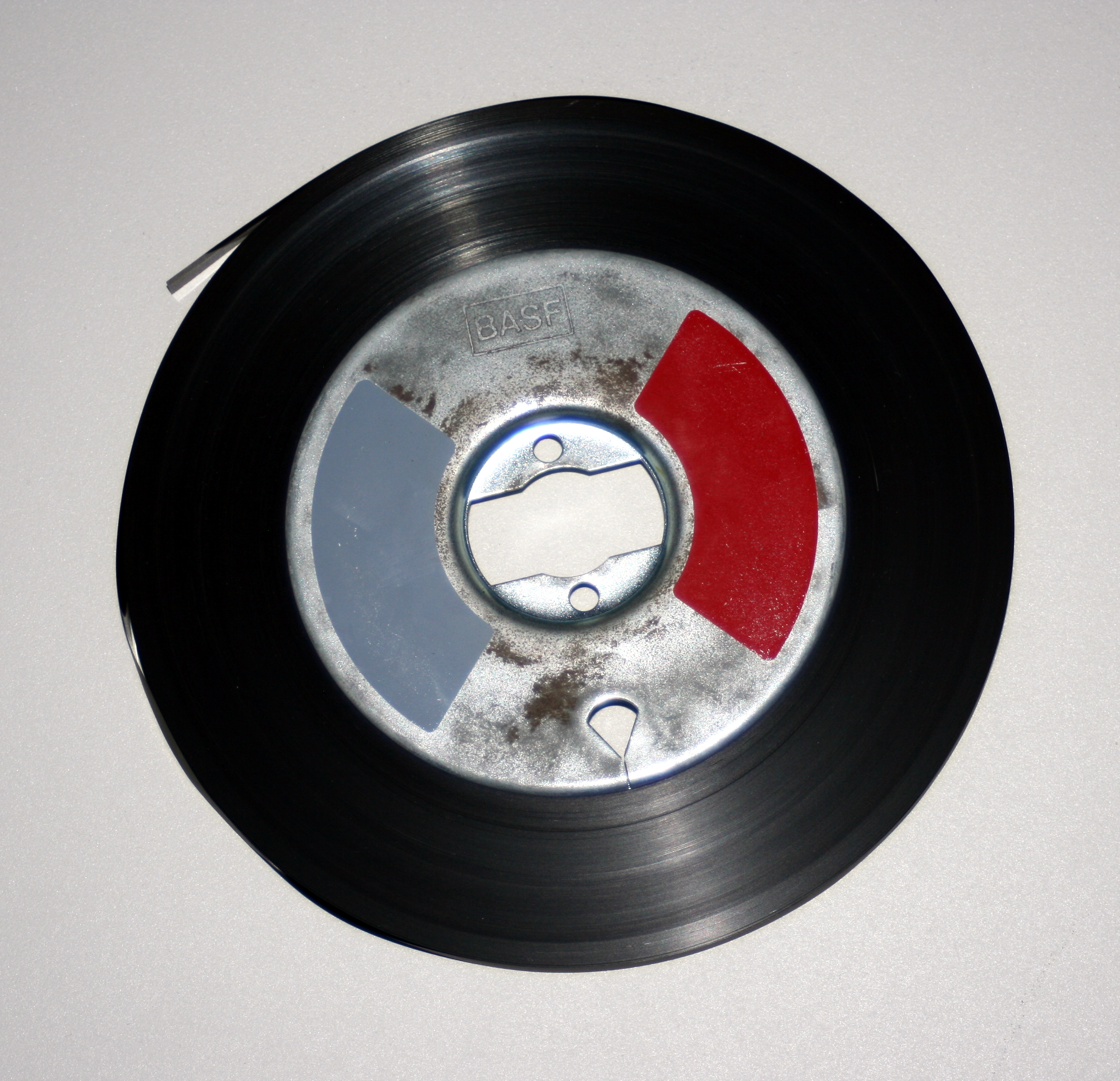
Freitragender Tonbandwickel auf einem Bobby
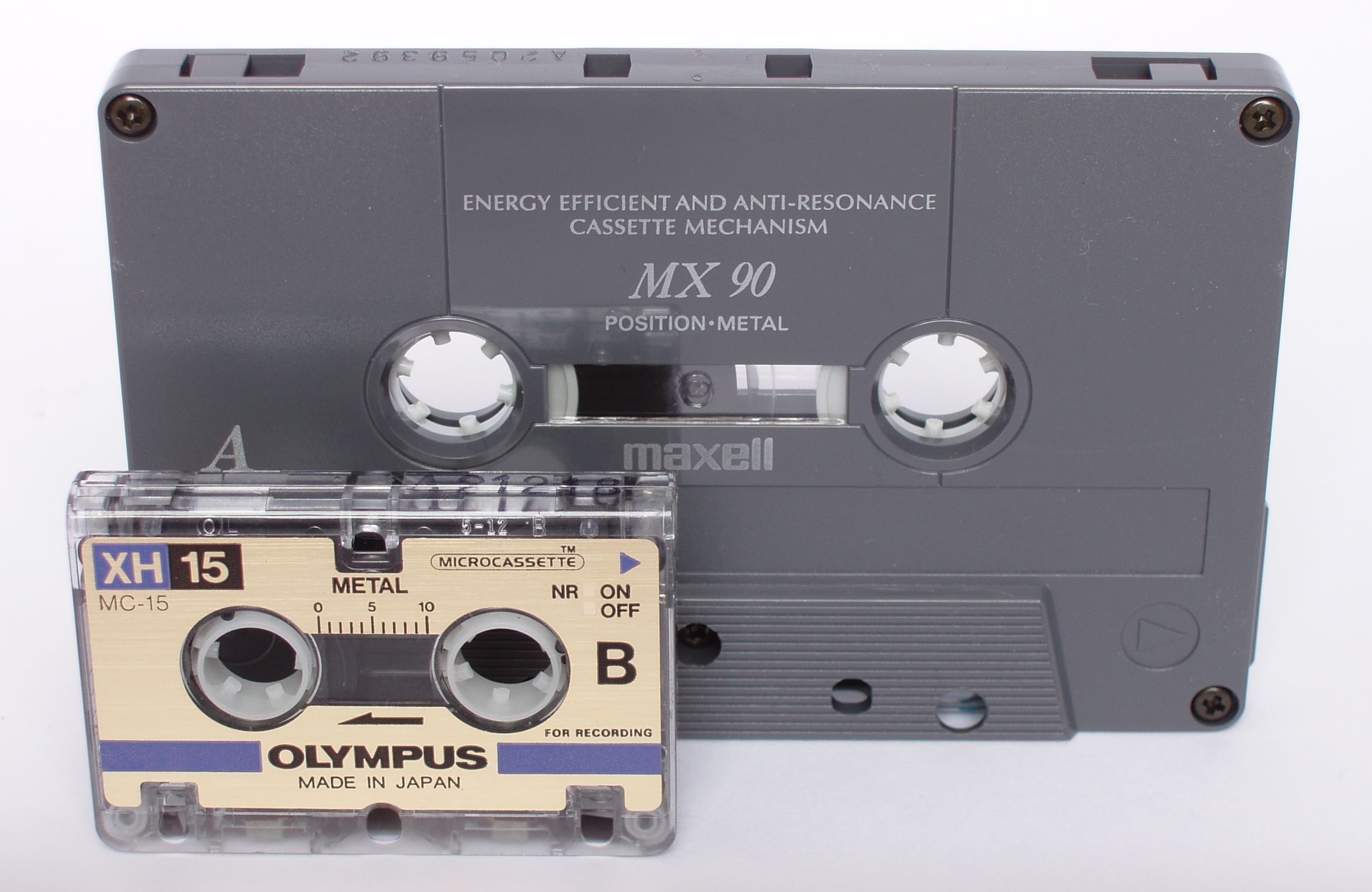
Audio-Kassetten
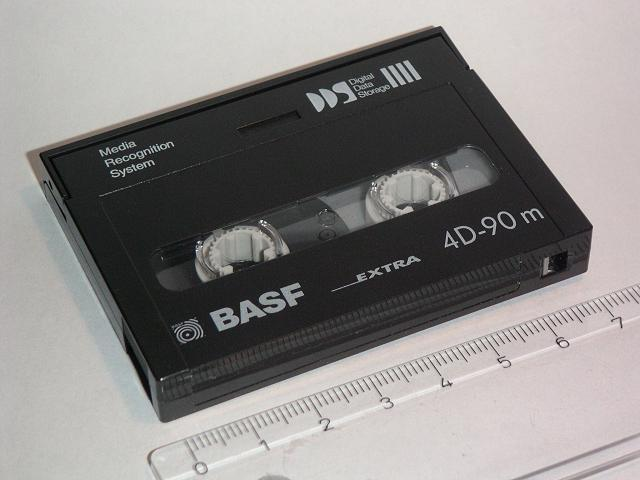
Digital Audio Tape

### Videoband
Zum Aufzeichnen und Wiedergeben von Videoaufnahmen oder Filmen (Bild- und Tonaufnahme) auf Band kommen praktisch ausschließlich Kassetten zum Einsatz. Dabei kann die Magnetaufzeichnung (kurz MAZ) entweder klassisch analog oder auch digital erfolgen. Es existieren verschiedene Standards, Datenformate und Kassettengrößen, die für den Einsatz in verschiedenen Geräten optimiert wurden. Beispielsweise wurden im Privatbereich zur analogen Aufnahme und Wiedergabe von Filmen sehr häufig Videorekorder auf VHS-Basis eingesetzt. Für den professionellen Bereich wurden qualitativ hochwertige Systeme wie Betacam entwickelt. Modernere Systeme nutzen digitale Videokassetten z. B. nach DV- und miniDV-Standard, beide sind besonders kompakte Formate und wurden für Aufzeichnungen mittels Camcorder optimiert. Durch das Aufkommen von DVD-Video, wiederbeschreibbaren DVDs und Festplatten-Rekordern sowie digitaler Speicher ist auch die Bedeutung von Videokassetten stark rückläufig – viele Videotheken haben mittlerweile von VHS-Kassetten auf DVDs umgestellt.

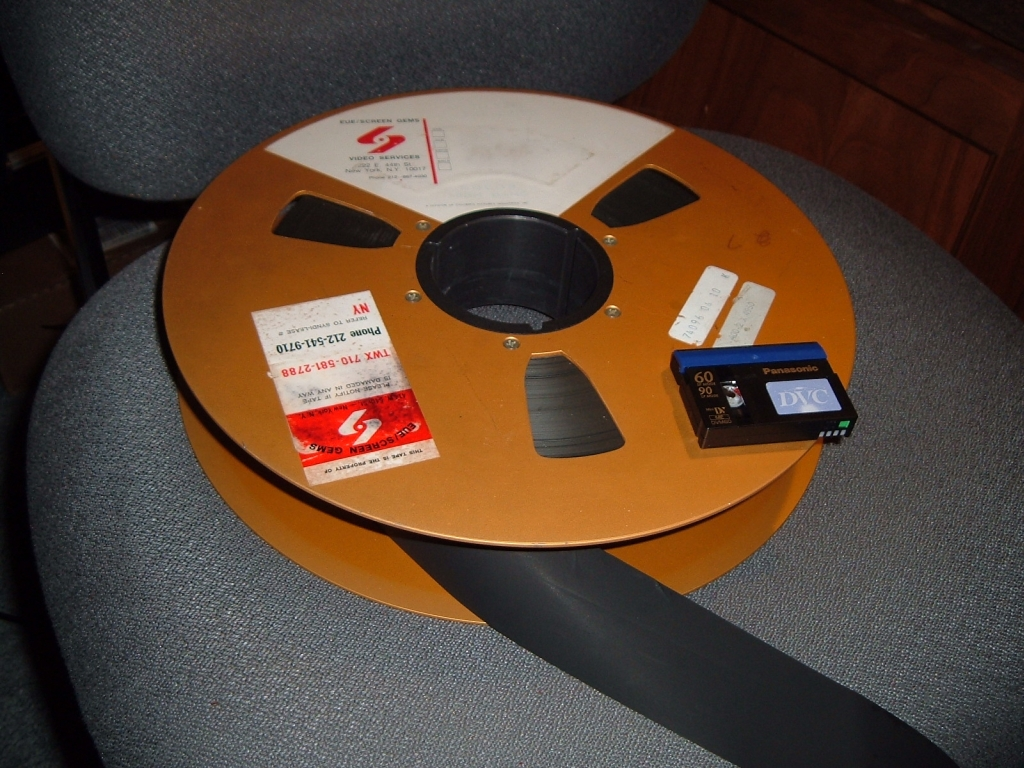
2-Zoll-Videoband
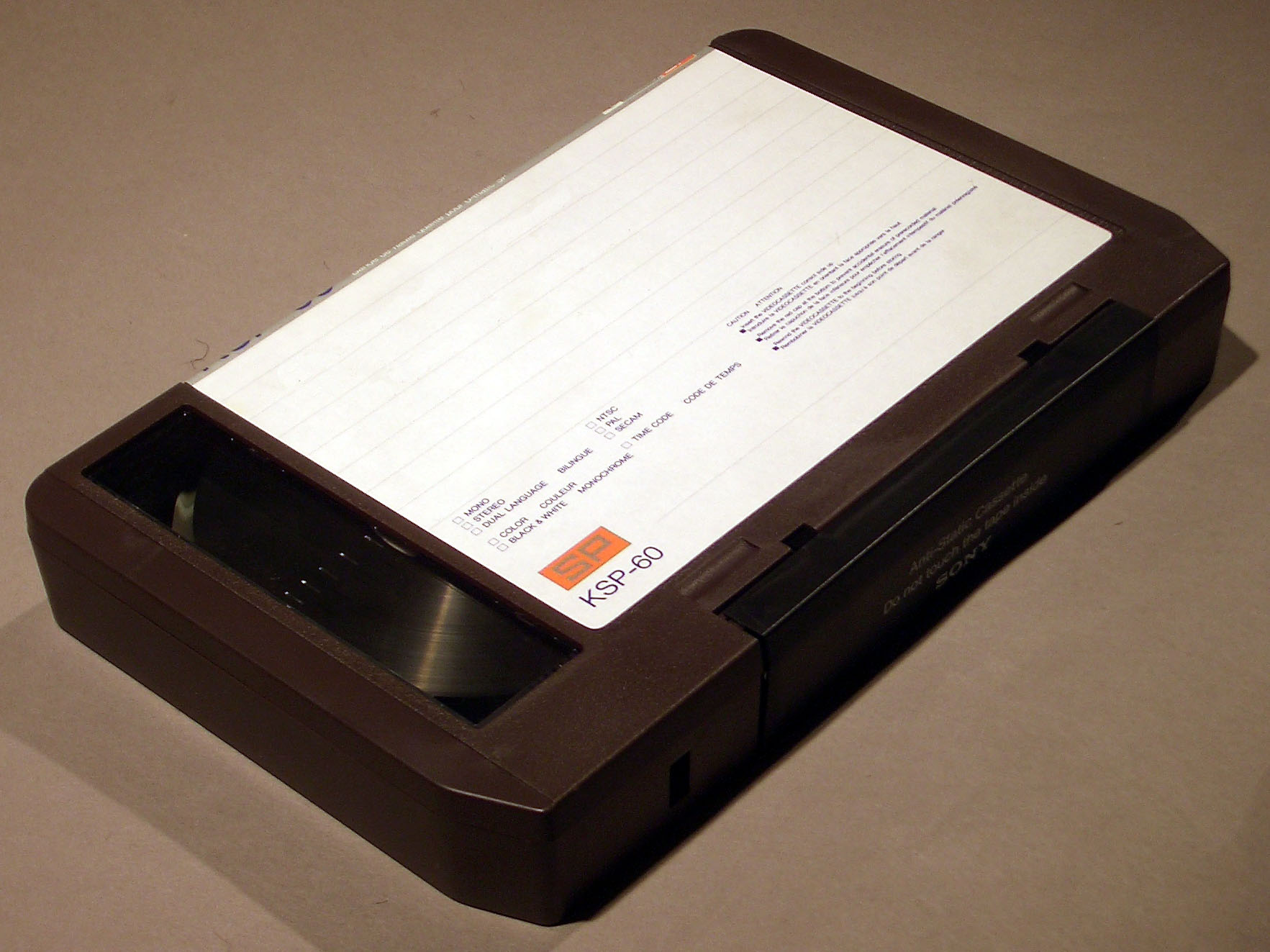
U-matic-Kassette
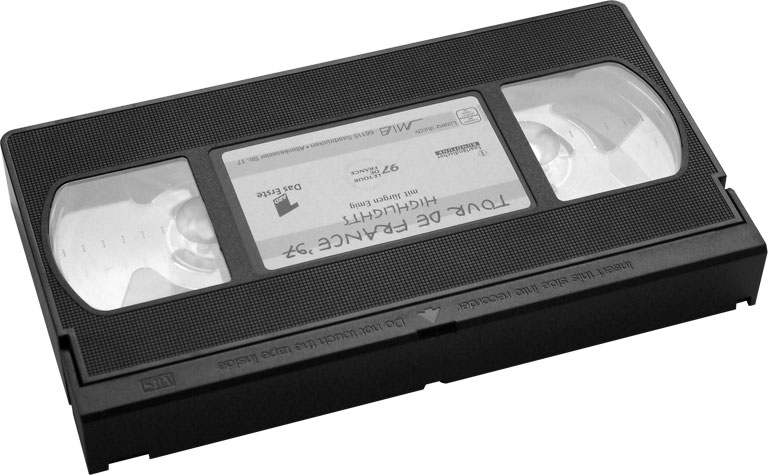
VHS-Kassette
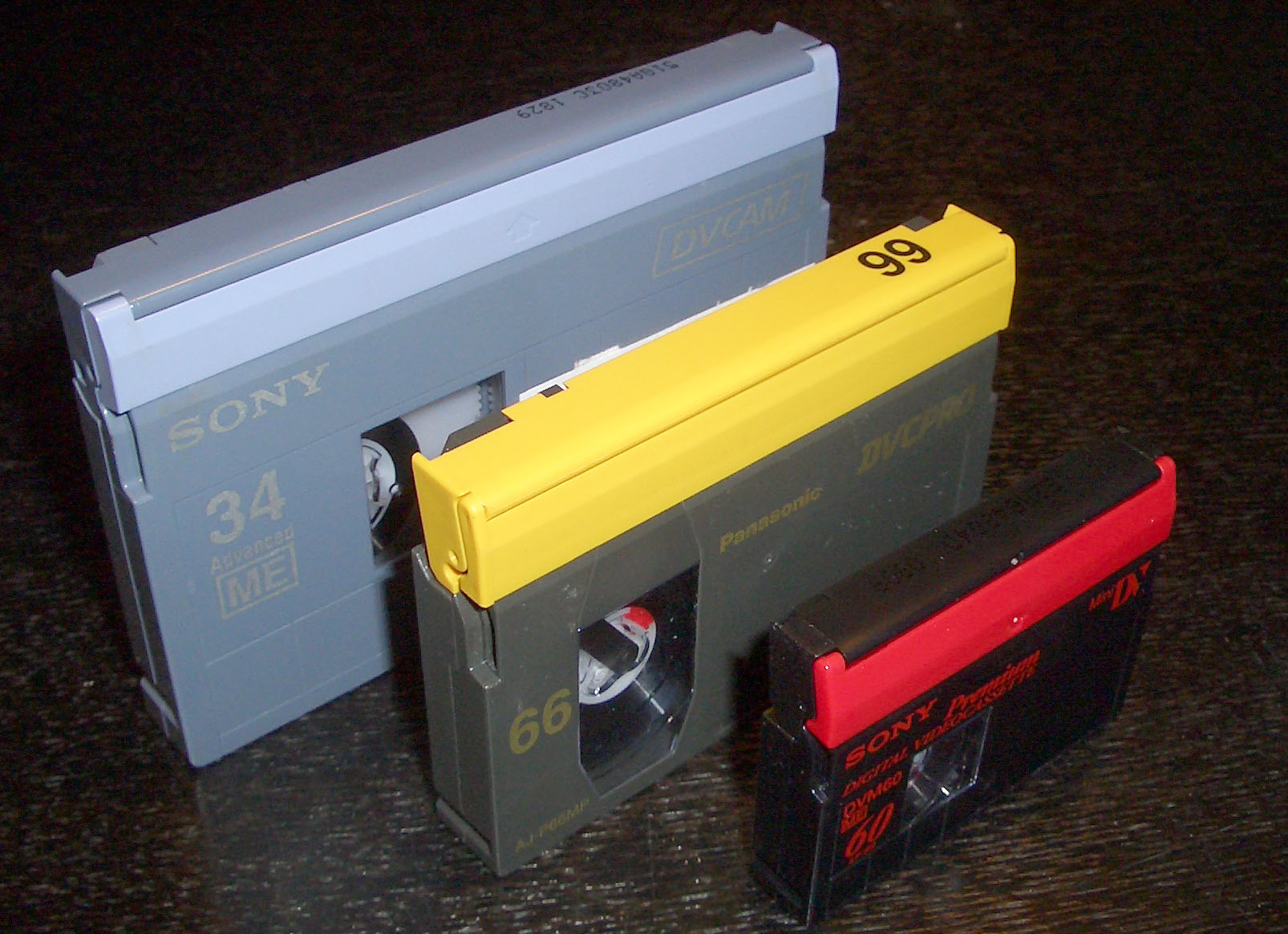
Digitale Videobänder: DVCAM-L, DVCPRO-M, MiniDV

Analoge Magnetbandformate zur Videoaufzeichnung:
- Quadruplex: 2-Zoll-MAZ im Quad-Format auf Spule (1956) ab 1958 auch in Farbe
- 1 Zoll C: 1-Zoll-MAZ im EV-Format auf Spule (1964)
- U-matic                (1968)
- VCR-System             (1971)
- Betamax                (1976)
- VHS  (1976)
- Video 2000             (1979)
- Betacam                (1982)
- VHS-C                  (1983)
- Video 8                (1985)
- Super Beta     (1985)
- S-VHS                  (1987)
- Hi8                    (1989)

Digitale Magnetbandformate zur Videoaufzeichnung:
- D-1 (1986)
- D2
- Digital Betacam        (1993)
- DV       (1994)
- MiniDV   (1995)
- D-VHS                  (1998)
- Digital8              (1999) (DV auf Hi8-Bändern)
- HDCAM                  (1999)
- M2

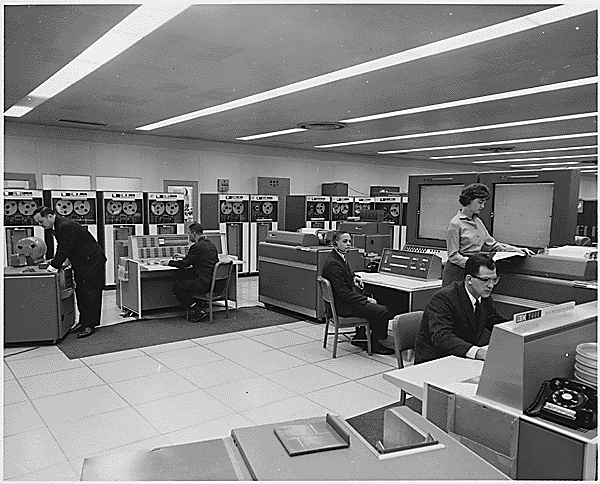
Im Hintergrund: mehrere IBM-729-Laufwerke, wurden bei der Mission Mercury Atlas 6 (MA-6) im Jahr 1962 eingesetzt
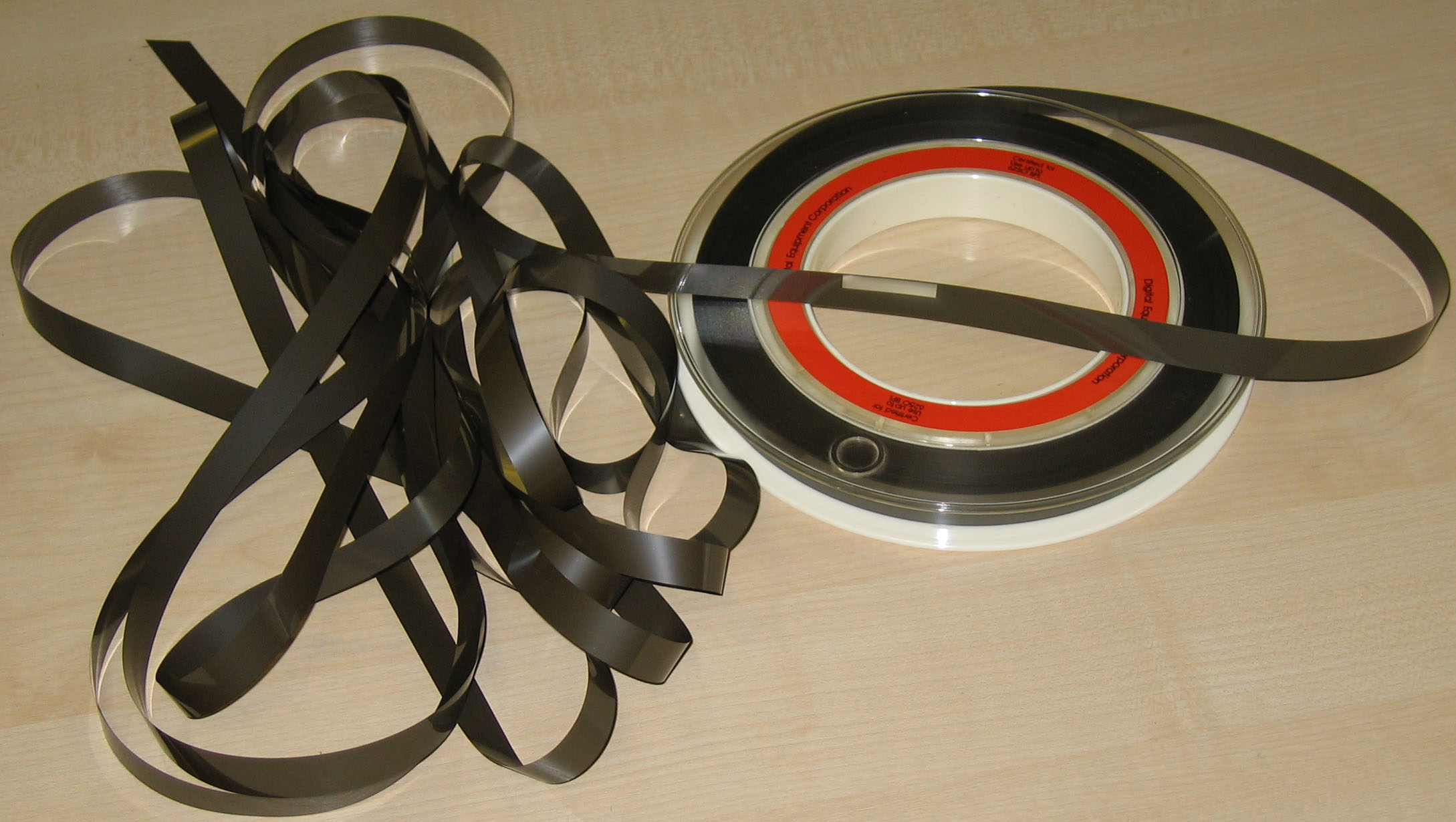
1/2″-Magnetband, Technik aus den 1950 und 1960ern
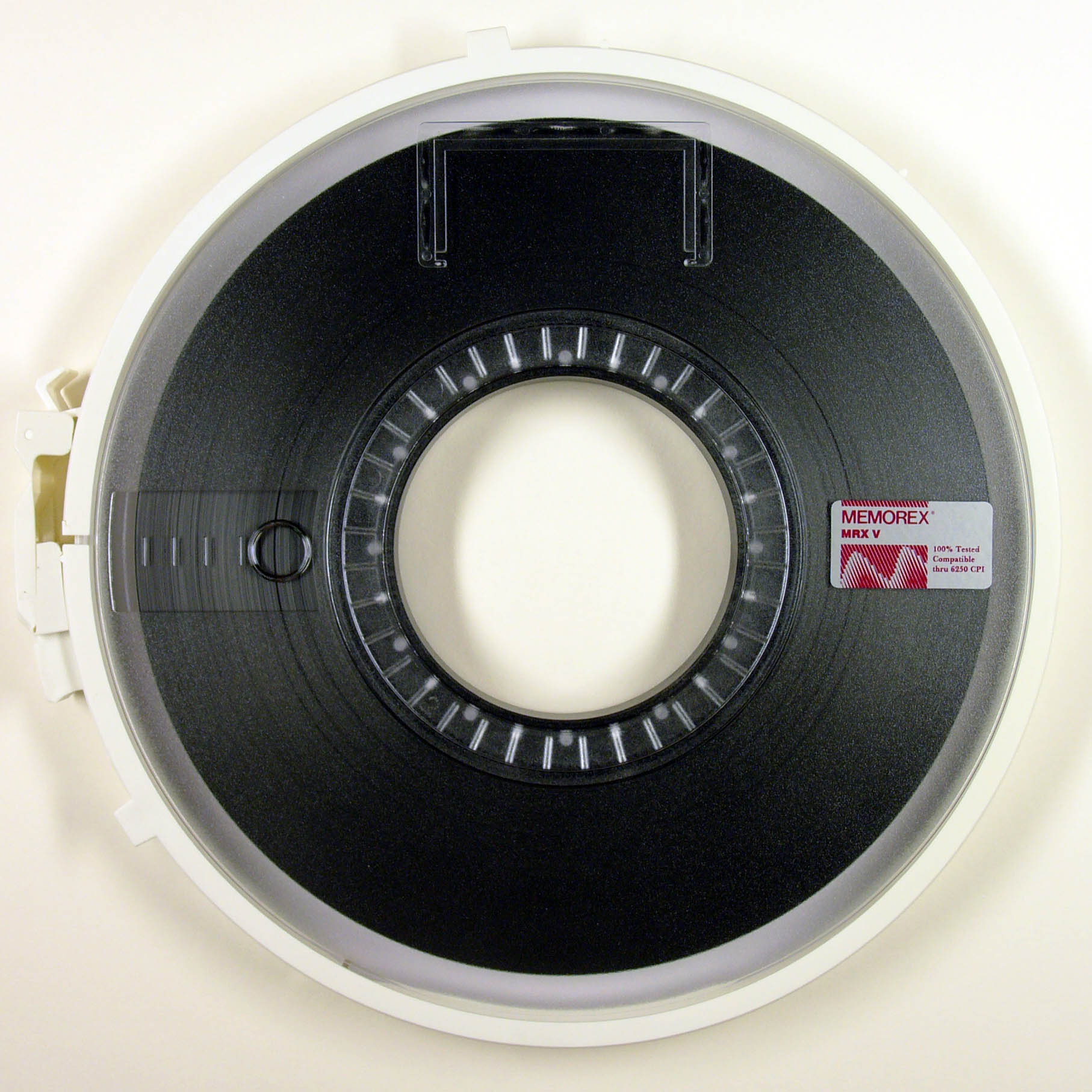
EDV-Magnetband 6250 CPI (um 1985)
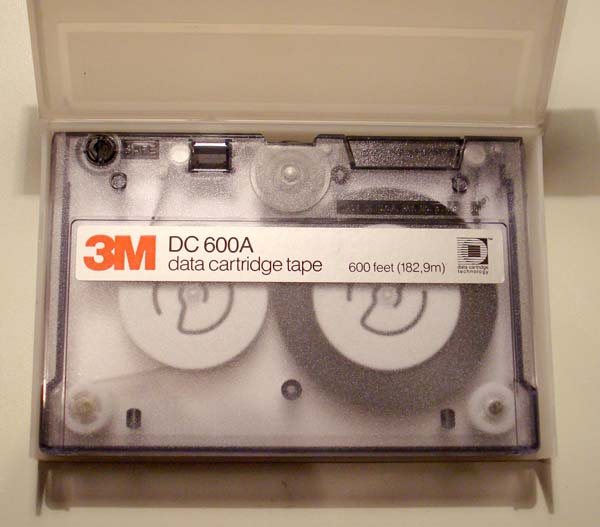
QIC-DC600A-Magnetbandkassette, Technik aus den 1970 und 1980ern
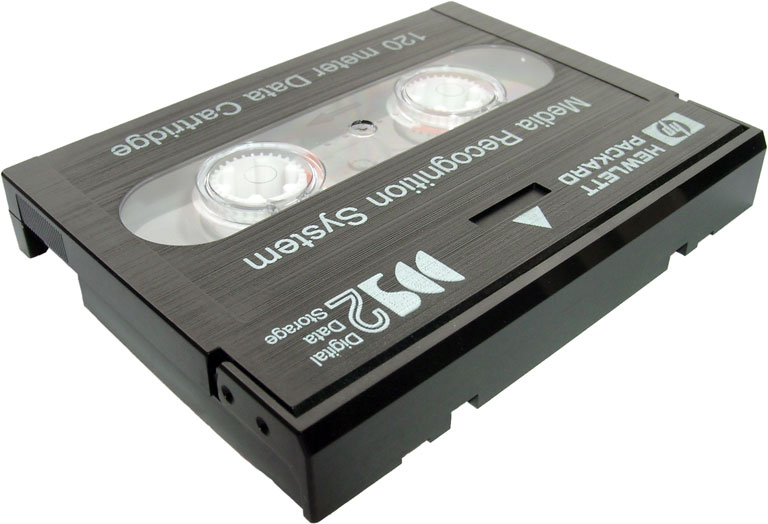
DDS-2-Magnetbandkassette, Technik entwickelt Ende der 1980er
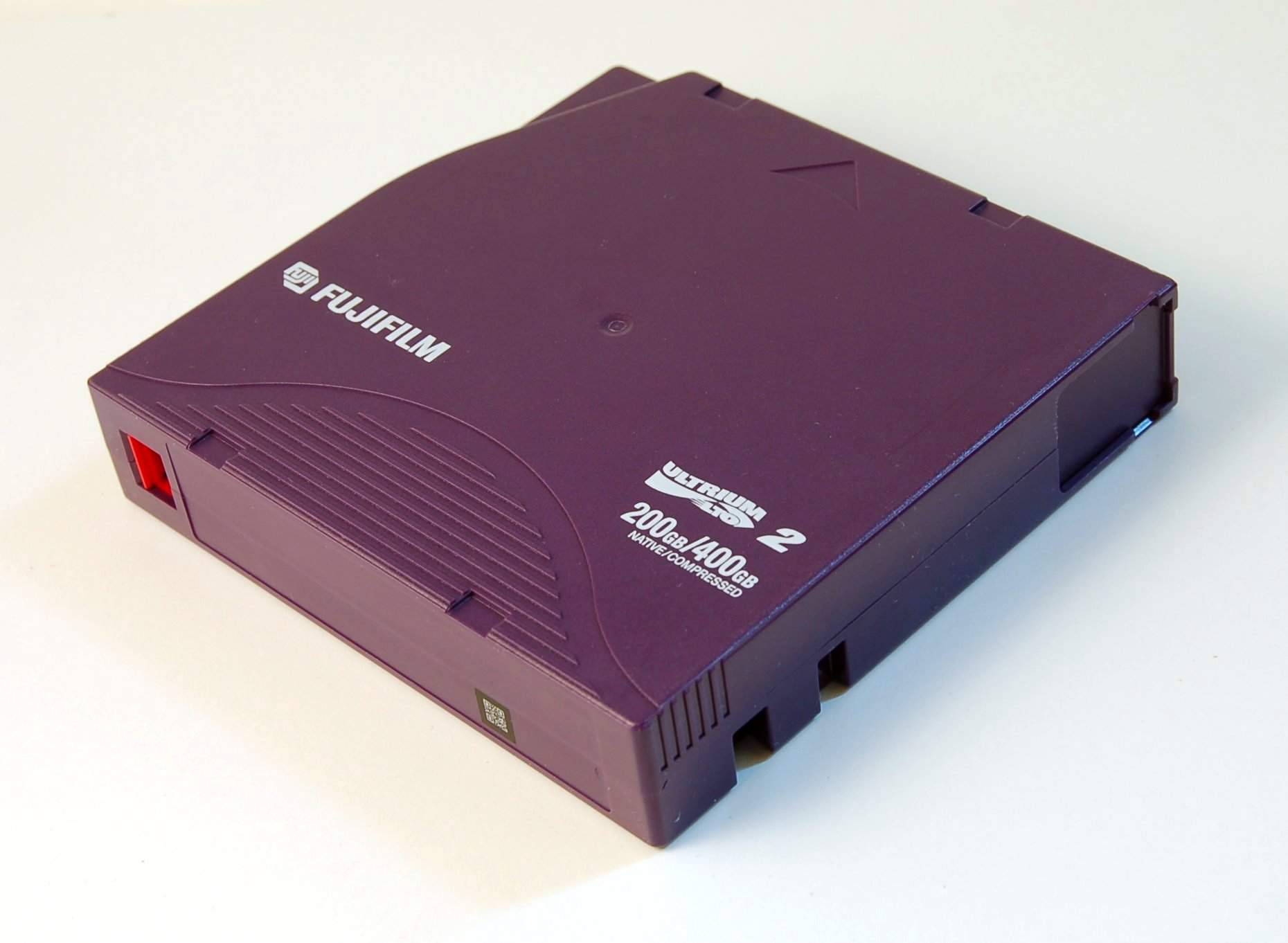
LTO-Ultrium-Magnetbandkassette, Technik entwickelt Ende der 1990er

### Datenträger in der Informationstechnik
Magnetbänder waren früher eine allgemein weitverbreitete Technik zur Datenspeicherung. Aus verschiedenen Gründen (Kosten, umständliche Handhabung, mangelnde Robustheit – insbesondere bei Billigsystemen) werden sie heute im Privat- und SoHo-Bereich selten und wenn überhaupt nur noch zur Datensicherung und Archivierung eingesetzt. Stattdessen kommen dort heute vorwiegend beschreibbare CDs und DVDs sowie aufgrund größerer Kapazitäten zunehmend verschiedene USB-Medien oder externe Festplatten zum Einsatz.
Im professionellen Umfeld werden Magnetbänder wegen ihrer allgemein hohen Zuverlässigkeit und Langzeitstabilität auch heute zur (Batch-)Datenverarbeitung sowie zur Datenspeicherung und Archivierung nach wie vor häufig, meist in Bandbibliotheken (mit teilweise vielen tausend Bändern), eingesetzt. Professionelle Festplattensubsysteme (SAN, SAS) bieten kaum einen besseren Kostenfaktor und werden daher als Ersatz für Bänder erst gelegentlich herangezogen. Die im PC-Bereich häufigen (wieder-)beschreibbaren CDs und DVDs sowie verschiedene USB-Medien oder preisgünstige externe PC-Festplatten können im professionellen Bereich praktisch keinen Kostenvorteil ausspielen, denn sie gelten hier – abgesehen von der viel kleineren Kapazität einzelner Datenträger – als bei weitem zu unzuverlässig.

#### Liste der Datenträgertypen in der Informationstechnik
- ADR (ab 1999): ADR-30, ADR-50, ADR-2.60, ADR-2.120
- AIT (ab 1996): AIT-1 bis AIT-5
- DAT (ab 1989): DDS1 bis DDS4
- DLT  (ab 1984): Tape I bis Tape IV, SuperDLT
- Floppy-Tape (ab 1989): QIC-40, QIC-80
- IBM 7-Spur ½" (ab 1952): 726 bis 729, 7330 und 24xx-7-Spur
- IBM 9-Spur (ab 1964): 24xx-9-Spur, 3410, 3420, 8809
- IBM 18-Spur (ab 1984): 3480, 3490
- IBM Magstar (ab 1996): 3570, 3580, 3590
- IBM Jaguar (ab 2003): 3592, TS1120, TS1130, TS1140
- Kansas City Standard (1975) und Datasette (1977): Compact Cassette
- LTO (ab 2000): Ultrium 1, Ultrium 2, Ultrium 3, Ultrium 4, Ultrium 5, Ultrium 6, Ultrium 7, Ultrium 8, Ultrium 9
- Mammoth (ab 1994): M-1, M-2
- QIC (ab 1972): DC600, DC2120, DC6150, DC6525, DC9100, DC9120
- SLR (ab 1986): SLR1 bis SLR5
- StorageTek Redwood (ab 1995): SD-3 (Redwood)
- StorageTek T-9xxx-Serie (ab 1996): T9840a bis T9840d, T9940a, T9940b
- StorageTek T-10xxx-Serie (ab 2006): T10000, T10000B
- Sony Super AIT (SAIT) (ab 2003):  SAIT-1 bis SAIT-4
- Travan (ab 1985): TR-1 bis TR-7
- Exabyte VXA (ab 1999): VXA-1 bis VXA-4

#### Vorteile
- hohe Kapazität (derzeit mehr als 18 TB pro Band; experimentell wurden bis zu 185 TB pro Band erreicht[4])
- hohe sequentielle Schreibrate (derzeit bis 360 MB/s pro Laufwerk)
- garantiert lange Lagerbarkeit (zum Teil über 30 Jahre)
- auslagerbar
- mehrfach beschreibbar
- vergleichsweise kostengünstige Medien – jedoch hohe Anschaffungskosten für die Bandlaufwerke selbst
- Medien sind unempfindlich gegen Stöße und Herabfallen
- Bandbibliotheken (auch Band-Roboter oder Tape-Librarys) mit hunderten Laufwerken und tausenden Medien verfügbar (z. B. Quantum Scalar 10K)

#### Nachteile
- Empfindlichkeit, zum Beispiel gegen Staub, Feuchtigkeit, Temperatur oder magnetische Felder
- Verschleiß, Austausch nach mehrfacher Benutzung notwendig
- Sequentieller Speicher
  - Lange Zugriffszeiten, Zugriffszeit zum Teil im Minutenbereich, es muss erst zu einer bestimmten Stelle des Bands gespult werden
  - Hinzukommende Daten können (auf relativ einfache Weise) nur am Ende angefügt werden, andernfalls ist ein aufwendiges Umkopieren notwendig
  - Werden Daten zu langsam an das Laufwerk geliefert, kann die Kapazität einiger Medientypen nicht zu 100 % ausgenutzt werden. Siehe auch Shoeshine-Problem
- Wenige Anbieter, kleiner Markt
- Spezielle Software, umständliche Handhabung
- Hohe Kosten, durch zusätzliche Investitionen in Bandlaufwerke, oder Librarys